# Brooklyn (Connecticut)
Brooklyn es un pueblo ubicado en el condado de Windham en el estado estadounidense de Connecticut. En el año 2005 tenía una población de 7.711 habitantes y una densidad poblacional de 103 personas por km².

## Geografía
Brooklyn se encuentra ubicada en las coordenadas 41°47′16″N 71°57′20″O / 41.78778, -71.95556.

## Demografía
Según la Oficina del Censo en 2000 los ingresos medios por hogar en la localidad eran de $49,756, y los ingresos medios por familia eran $60,208. Los hombres tenían unos ingresos medios de $39,246 frente a los $28,889 para las mujeres. La renta per cápita para la localidad era de $20,359. Alrededor del 5.8% de la población estaban por debajo del umbral de pobreza.